# Vigala (rzeka)
Vigala (est. Vigala jõgi) – rzeka w zachodniej Estonii. Rzeka wypływa z okolic wsi Linnaaluste w gminie Kehtna. Przepływa przez miasto Rapla. Wpada do rzeki Kasari. Ma długość 103,3 km i powierzchnię dorzecza 1577,2 km².